# Vòng tròn Mohr

Hình 1. Vòng tròn Mohr đối với trạng thái ứng suất ba chiều.

Vòng tròn Mohr, đặt tên theo kỹ sư kết cấu người Đức Christian Otto Mohr, là một biểu đồ hai chiều minh họa cho định luật biến đổi của tenxơ ứng suất Cauchy.
Sau khi phân tích ứng suất trên vật liệu với giả sử rằng nó là liên tục, sẽ biết được các thành phần của ten-xơ ứng suất Cauchy tại một điểm trong vật liệu theo một hệ tọa độ. Sau đó vòng tròn Mohr được dùng nhằm xác định các thành phần ứng suất trong một hệ tọa độ quay đi một góc khác, hay là tác động lên một mặt phẳng khác đi qua điểm đó.
Hoành độ {\displaystyle \sigma _{\mathrm {n} }} và tung độ {\displaystyle \tau _{\mathrm {n} }} của mỗi điểm trên đường tròn là độ lớn của các thành phần ứng suất pháp và ứng suất cắt tác động lên hệ tọa độ quay. Nói cách khác, vòng tròn là quỹ tích các điểm đại diện cho trạng thái ứng suất trên từng mặt phẳng theo mọi hướng, với các trục đại diện cho các trục chính của phần tử ứng suất.
Karl Culmann là người đầu tiên nêu ra cách biểu diễn bằng đồ thị cho ứng suất khi ông xem xét ứng suất đứng và ngang trong các dầm nằm ngang chịu uốn. Mohr đã mở rộng cách sử dụng bằng đồ thị cho các ứng suất hai chiều và ba chiều và phát triển giới hạn áp dụng bằng đồ thị dựa trên vòng tròn ứng suất.
Có những phương pháp đồ thị khách nhằm biểu diễn trạng thái ứng suất tại một điểm bao gồm elipsoid ứng suất Lame và ứng suất bậc hai Cauchy.
Vòng tròn ứng suất Mohr có thể áp dụng cho ma trận ten-xơ đối xứng 2x2, bao gồm ten-xơ biến dạng và ten-xơ mô men quán tính.

## Sách tham khảo
- Beer, Ferdinand Pierre (1992). Mechanics of Materials. Elwood Russell Johnston, John T. DeWolf. McGraw-Hill Professional. ISBN 0-07-112939-1.
- Brady, B.H.G. (1993). Rock Mechanics For Underground Mining. E.T. Brown . Kluwer Academic Publisher. tr. 17–29. ISBN 0-412-47550-2.
- Davis, R. O. (1996). Elasticity and geomechanics. Selvadurai. A. P. S. Cambridge University Press. tr. 16–26. ISBN 0-521-49827-9.
- Holtz, Robert D. (1981). An introduction to geotechnical  engineering. Prentice-Hall civil engineering and engineering mechanics  series. Kovacs, William D. Prentice-Hall. ISBN 0-13-484394-0.
- Jaeger, John Conrad (2007). Fundamentals of rock mechanics. Cook, N.G.W, & Zimmerman, R.W. Wiley-Blackwell. tr. 9–41. ISBN 0-632-05759-9.
- Jumikis, Alfreds R. (1969). Theoretical soil mechanics: with  practical applications to soil mechanics and foundation engineering. Van Nostrand Reinhold Co. ISBN 0-442-04199-3.
- Parry, Richard Hawley Grey (2004). Mohr circles, stress paths and geotechnics (ấn bản thứ 2). Taylor & Francis. tr. 1–30. ISBN 0-415-27297-1.
- Timoshenko, Stephen P. (1970). Theory of Elasticity. James Norman Goodier . McGraw-Hill International Editions. ISBN 0-07-085805-5.
- Timoshenko, Stephen P. (1983). History of strength of materials: with a brief account of the history of theory of elasticity and theory of structures. Dover Books on Physics. Dover Publications. ISBN 0-486-61187-6.